# 2035年9月2日日食
2035年9月2日日食是一次日全食，將發生於2035年9月2日（西半球為9月1日）。新月當天（即朔日），地球上觀測到月球和太阳的角距離極小，此時月球如果恰好在月球交點附近，穿過太阳和地球之間，與地球、太阳接近一直線，則會出現日食。月球本影接觸地表而使該區域完全得不到陽光，就會形成日全食，同時在本影兩側數千公里的半影範圍內遮擋部分陽光，形成日偏食。此次日全食將會經過中國、北韓、南韓的很小一角、日本，日偏食則將覆蓋亞洲中東部、大洋洲中北部和周邊部分地區。

## 日食概況

### 出現區域
本次日食開始時，月球本影將在中國新疆維吾爾自治區墨玉縣西部靠近皮山縣交界處最先接觸地表，當地將在9月2日日出時最先看到日全食。然後本影先向東偏北、再向東偏南劃過中國北部、渤海北部、遼東半島，經過西朝鮮灣北部後跨過北韓並擦過南韓東北角，再貫穿日本海進入太平洋，此後完全在海洋上移動。在威克島西北約1300公里的洋面達到最大食分後，本影繼續向東南移動，跨過國際日期變更線，最終在9月1日日落時分結束於馬克薩斯群島以北約1500公里的洋面。全食帶內的陸地均在國際日期變更線以西，在9月2日看到日全食。全過程中，全食帶覆蓋了2個首都——中國北京和北韓平壤，北京市除北郊的延慶區北半部、懷柔區中北部、密雲區北半部和南郊的房山區中南部、大興區中南部、通州區南部以外的部分，平壤市除南郊的江南郡南部、中和郡南端、祥原郡南部以外的部分都能看到日全食。
本次月球本影經過的陸地將依次包括：
- 中国：在新疆墨玉縣西部接觸地表後自西向東劃過新疆南部，貫穿甘肅省西北部、內蒙古自治區中部偏南、山西省東北部、河北省中部偏北、北京市並覆蓋天津市北部，再貫穿遼寧省南部；
- ：經過平安北道南部後自西北向東南貫穿平安南道中南部並經過平壤直轄市除南部外的絕大部分、黃海北道東北部、咸鏡南道南部、江原道中南部；
- ：擦過江原道高城郡韓國轄區北部，即該國全境東北角；
- 日本：石川縣北半部、富山縣北半部、長野縣北部、新潟縣南部、群馬縣除西南部外的大部、福島縣西南部、栃木縣除北部外的大部、埼玉縣北部、茨城縣除北部外的大部分、千葉縣北部。此外，該國實際上的首都東京位於全食帶南緣附近，能看到食分接近1的日偏食。[3][4]

除了狹窄的全食帶內能看見日全食之外，月球半影覆蓋範圍內都將能看到日偏食，包括中亞中東部、阿富汗東半部、印度次大陸除西海岸外的大部分、東亞、中南半島（不含馬來半島）、菲律賓除南端外的大部、俄羅斯中東部、密克羅尼西亞島群、美拉尼西亞島群東北角、玻里尼西亞島群北半部、美国阿拉斯加州西南部、加拿大溫哥華島、美國本土西海岸除加利福尼亞州南部以外的大部。其中國際日期變更線以西的部分在9月2日看到日食，以東的部分則在9月1日看到日食。

此次日全食過程中月影在地表移動的動畫

### 基本參數
- 類型：日全食
- 食甚中心處（位於威克島西北約1300公里的太平洋）資料：
  - 時間：2035年9月2日1:55:25.4
  - 地點：29°5.6′N 158°2.1′E / 29.0933°N 158.0350°E
  - 食分：1.0320（全食帶內最大）
  - 本影寬度：116.3公里
  - 日全食持續時間：2分54.2秒
- 全食最長處資料：
  - 時間：2035年9月2日1:51:56
  - 地點：29°41′N 156°53′E / 29.683°N 156.883°E
  - 本影寬度：116.1公里
  - 日全食持續時間：2分54.4秒（全食帶內最長）[6]

## 相關的日食

### 2033-2036年的日食
月球交替位於相對的月球交點時，以半個交點年（食年），即約177天又4小時間隔出現下列日食。
| 日食列表  |           |           |           |           |           |           |           |           |           |           |           |
| 1997-2000 | 2000-2003 | 2004-2007 | 2008-2011 | 2011-2014 | 2015-2018 | 2018-2021 | 2022-2025 | 2026-2029 | 2029-2032 | 2033-2036 | 2036-2039 |

| 降交點                                          | 降交點                   |          | 升交點                   | 升交點 |
| 沙羅周期                                        | 地圖                     | 沙羅周期 | 地圖                     |        |
| 120                                             | 2033年3月30日 全食       | 125      | 2033年9月23日 偏食（南） |        |
| 130                                             | 2034年3月20日 全食       | 136      | 2034年9月12日 環食       |        |
| 140                                             | 2035年3月9日 環食        | 145      | 2035年9月2日 全食        |        |
| 150                                             | 2036年2月27日 偏食（南） | 155      | 2036年8月21日 偏食（北） |        |
| 註：2036年7月23日的日偏食屬於下一組交點年系列。 |                          |          |                          |        |

### 沙羅周期
沙羅週期長度為18年11天。本次日食屬於沙羅週期145，共包含77次日食，依次為1639年1月4日至1873年5月26日的14次日偏食、1891年6月6日的1次日環食、1909年6月17日的1次全環食（亦稱混合食）、1945年7月9日至2648年9月9日的41次日全食、2666年9月20日至3009年4月17日的20次日偏食，總共歷時1370.29年。其中最長的全食發生於2522年6月25日，共持續7分12秒。
下表列舉了1901年至2100年間發生的屬於該週期的日食，是第16至26次：
| 16            | 17            | 18            |
| ------------- | ------------- | ------------- |
| 1909年6月17日 | 1927年6月29日 | 1945年7月9日  |
| 19            | 20            | 21            |
| 1963年7月20日 | 1981年7月31日 | 1999年8月11日 |
| 22            | 23            | 24            |
| 2017年8月21日 | 2035年9月2日  | 2053年9月12日 |
| 25            | 26            |               |
| 2071年9月23日 | 2089年10月4日 |               |

## 資料來源
1. ↑  樊忠玉. . 中国天文科普网.   [2018-02-08]. （原始内容存档于2014-09-17）.
2. 1 2  Fred Espenak. . NASA Eclipse Web Site.   [2018-02-08]. （原始内容存档于2020-10-20）.（英文）
3. ↑  Fred Espenak. . NASA Eclipse Web Site.   [2018-02-08]. （原始内容存档于2020-11-01）.（英文）
4. ↑  Xavier M. Jubier. .   [2018-02-08]. （原始内容存档于2019-09-11）.（法文）（英文）
5. ↑  Fred Espenak. . NASA Eclipse Web Site.   [2018-02-08]. （原始内容存档于2019-01-18）.（英文）
6. ↑  Fred Espenak. . NASA Eclipse Web Site.   [2018-02-08]. （原始内容存档于2020-10-23）.（英文）
7. ↑  Fred Espenak. . NASA Eclipse Web Site.（英文）

## 外部連結
- NASA日食專頁（页面存档备份，存于）（英文）
- 可見區域圖和時間統計：由弗雷德·埃斯佩纳克做出的日食預報，NASA/GSFC
  - Google互動地圖呈現的日食範圍
  - 貝塞爾元素
- Google地圖顯示的日全食和日偏食範圍（页面存档备份，存于）（法文）（英文）

| \| \| 日食 \|                            |                             |                                           |
| 上一次日食： 2035年3月9日日食 （日環食） | 2035年9月2日日食 （日全食） | 下一次日食： 2036年2月27日日食 （日偏食） |
| 上一次日全食： 2034年3月20日日食         | 2035年9月2日日食 （日全食） | 下一次日全食： 2037年7月13日日食          |
|                                          | 日食                        |                                           |